# Naage
Naage is een plaats in de Estlandse gemeente Harku, provincie Harjumaa. De plaats heeft de status van dorp (Estisch: küla).

## Bevolking
Het dorp had 186 inwoners op 31 december 2011 en 179 inwoners op 31 december 2021.